# Vokativ
Vokativ (zkratka VOC, česky též volatel) je mluvnický pád, v češtině 5. v pořadí. Podstatné jméno ve vokativu (resp. celá jmenná skupina nebo zájmeno) označuje osobu, kterou mluvčí oslovuje. Při personifikaci jej však lze použít i pro oslovení zvířat, věcí resp. dokonce abstrakt (např.: leť myšlenko …)
V nemnoha jazycích (včetně češtiny) je vokativ vyjádřen flexivním tvarem (tj. speciální pádovou koncovkou, nezřídka ovšem nulovou). Ve většině jazyků je však vokativ vyjadřován jinými prostředky, například pomocí různých částic: italské „oh“, arabské يا já, nebo pomocí jiných lexikálních prostředků, např. členem (aramejština) apod. Toto vyjádření může být buď jednoznačné a plně gramatikalizované (klasická arabština) a je pak často přímo označováno jako vokativ nebo volnější (záleží na mluvčím, zda jej použije). Běžné je také vyjádření oslovení slovosledem nebo intonací (angličtina). Tytéž prostředky se však používají i u jazyků s flexivním tvarem vokativu např. pro zdůraznění, nebo v případě, kdy tvar vokativu splývá se základním tvarem jména (viz např. latinské a řecké ó, slovosled v češtině, apod.).

## V češtině
Český vokativ je pokračováním vokativu praindoevropského, který původně existoval ve většině indoevropských jazyků, dnes však pouze v některých slovanských jazycích, baltských jazycích, rumunštině a novořečtině.
Mezi základní rysy indoevropského vokativu patří:
- vokativ je omezen jen na podstatná a přídavná jména (neexistuje např. pro zájmena[zdroj?])
- nemá speciální flexivní tvar u jmen středního rodu (tj. = nominativ)
- u maskulin a feminin má speciální flexivní tvar jen v jednotném čísle (singuláru), v plurálu (a dříve i v duálu) je shodný s nominativem (a vyjadřuje se jinými prostředky)

Hláskovým vývojem došlo v češtině ke splynutí tvaru nominativu a vokativu i u jmen vzoru růže, soudce a dalších izolovaných jmen (např. paní) a především ke splynutí obou tvarů u přídavných jmen (stažením složené deklinace a zánikem jmenné).
Z historického hlediska se v češtině používají tyto typy koncovek vokativu:
vokativ o-kmenů (e)původní u většiny jmen mužského rodu. Existuje v nezměněné podobě od praindoevropského sanskrtu (tj. minimálně 5 000 let) a je např. shodný s řečtinou (kyrie), latinou (domine) česky pane
vokativ u-kmenů (u/i)původní jen u tvaru synu. V novodobé češtině je však užíván i u jmen mužského rodu zakončených na hlásky k, g resp. h, neboť použití původního e vedlo ke změně kmene (původně vlče, dnes vlku, ale stále se užívá bože a člověče) – tyto archaické tvary nyní působí expresivně (např. nešťastníče, namísto neutrálního nešťastníku). Původem u-kmenové je i zakončení i u měkkých mužských vzorů (příteli, stroji).
vokativ a-kmenů (o)původní u ženských vzorů 'žena' a 'růže' (zde došlo ke splynutí). Také u mužského vzoru předseda a soudce (zde opět splynutí s nominativem).
vokativ i-kmenů (i)původní i ženského vzoru kost a také u novějšího vzoru píseň.
Vokativ je v češtině dosud živý, a to i v hovorovém jazyce. Je také relativně ustálený a jeho tvary v hovorovém jazyce se shodují s jazykem spisovným. Jedinou výjimkou jsou hovorové tvary typu soudče (spisovně je zde vokativ shodný s nominativem), kde se projevuje vliv měkčícího e u o-kmenů, přičemž praktickým důvodem je sekundární odlišení nominativu a vokativu. 
Určité nejasnosti nebo kolísání ve vokativu nastávají u některých osobních jmen, zejména cizích, cizího původu nebo odvozených od slov se složitějším skloňováním. U cizinců se zpravidla preferuje co nejjednodušší vokativ jen pomocí prosté koncovky (např. Langer – Langere), u domácích nositelů takových jmen se oslovení často řídí rodinnou tradicí (lze Langere, Langre i Langře). A kupříkladu ryze české příjmení Švec se může skloňovat jako apelativum švec (vokativ Ševče) i nezávisle na něm (pane Šveci).
Specifické je používání vokativu v oslovení „pane + jméno“, kde se v hovorovém jazyce (často i v písemném styku) běžně ponechává jméno v základním tvaru (např. pane Novák), případně i ve frázích jako pane doktor, pane inženýr. Tato vazba je chybná, formálně správně je pouze vokativ všech složek oslovení: pane Nováku, pane doktore apod.

## V jiných jazycích
Ve slovanských jazycích jsou jak jazyky, které zachovaly původní flexivní vokativ (= 5. pád), tak i jazyky, kde se zachoval jen v reliktech a vokativ se tam vyjadřuje nominativem a nelexikálními prostředky (intonace apod.).
Do první skupiny patří kromě češtiny i polština, lužická srbština, ukrajinština a jihoslovanské jazyky (včetně slovinštiny). Tvary jsou podobné češtině (tj. jsou historické) ale často jsou jinak distribuovány.
Do druhé skupiny patří například ruština a slovenština. Zde se zachovaly jen některé reliktní tvary chápané v podstatě jako citoslovce (např. pane Bože). V obou jazycích se však v hovorové řeči používají novotvary u některých křestních jmen (nejsou však ještě plně gramatikalizovány). V ruštině jsou to tzv. krátké tvary (vokativ: Len od Lena, Miš od Miša), ve slovenštině tvary se zakončením 'i' (např. Zuzi od Zuza). Tvary s i se vyskytují i v hovorové češtině (mami, babi).
Pokud jde o baltské jazyky, v litevštině je zachován flexivní vokativ v plném rozsahu, v lotyštině spočívá u jednotného čísla většinou jen v odsunutí koncovky, jindy v použití koncovky akuzativu, řidčeji nominativu; v množném čísle je pak shodný s nominativem.